# Francesco Cascio
Francesco Cascio (Palermo, 17 settembre 1963) è un politico e medico italiano.
Dal 23 maggio 2008 al 5 dicembre 2012 è stato presidente dell'Assemblea regionale siciliana.

## Biografia
Francesco Cascio nasce a Palermo il 17 Settembre 1963, In una famiglia agiata con due sorelle e un fratello. Il padre Giuseppe (Pippo) fu sia un medico che politico con la Democrazia Cristiana. Compie i suoi studi a Palermo laureandosi in medicina. Le sorelle Patrizia e Antonella sono proprietarie di una farmacia a Palermo. Nel 1985 con l’aiuto del padre divenne consigliere comunale a Palermo iniziando la sua carriera politica svolgendo ruoli in carriera come assessore regionale al turismo, assessore al territorio,deputato nazionale, vicepresidente della regione e Presidente del ARS. Ha inoltre svolto il ruolo di responsabile per l’emergenza Covid presso l’Asp di Palermo in cui ricopre il ruolo di direttore dell UOC PTA Palermo centro e responsabile del poliambulatorio di Lampedusa e di Ustica.
Sposato con Marzia De Giacomo ha due figli Martina e Giuseppe.

## Attività politica
Nel 1984, a soli 21 anni, diviene consigliere comunale a Palermo per la Democrazia Cristiana. Dal 1990 al 1993 è assessore comunale alla sanità e poi all'Edilizia. Nel 1994 aderisce a Forza Italia.

### Elezione a deputato (1994, 1996)
Alle elezioni politiche del 1994 viene eletto alla Camera dei deputati nel collegio uninominale di Palermo-Settecannoli, sostenuto dal Polo delle Libertà (in quota Forza italia). Alle successive elezioni del 1996 viene confermato deputato nel medesimo collegio.

### Deputato all'Assemblea regionale siciliana
Alle elezioni regionali in Sicilia del 2001 viene eletto deputato regionale all'ARS nelle liste di Forza Italia, in provincia di Palermo.
Diviene assessore regionale al Turismo e nel 2004 diventa vicepresidente della Regione Siciliana e assessore regionale all'Ambiente nella I Giunta Cuffaro (2001-2006).
Alle successive regionali del 2006 viene rieletto all'ARS, divenendo capogruppo di Forza Italia.

### Presidente dell'ARS (2008-2012)
Alle regionali siciliane del 2008 è nuovamente eletto all'ARS, nelle liste del Popolo della Libertà; il 23 maggio 2008 viene eletto, con 55 voti su 90, presidente dell'Assemblea regionale siciliana. È presidente della Fondazione Federico II fino al 5 dicembre 2012.
Alle regionali del 2012 è confermato per la quarta volta consecutiva deputato all'ARS.

### Nel NCD e il ritorno in quota FI
Il 16 novembre 2013, con la sospensione delle attività del Popolo della Libertà, aderisce al Nuovo Centrodestra guidato da Angelino Alfano, e nell'aprile 2014 viene nominato coordinatore regionale del partito nell'isola.
Alle elezioni europee 2014 è candidato al Parlamento europeo, nella circoscrizione Italia insulare, nella lista congiunta Nuovo Centrodestra - Unione di Centro: ottiene 26.767 preferenze, ma non viene eletto, restando deputato regionale.
Il 18 marzo 2017, con lo scioglimento del Nuovo Centrodestra, confluisce in Alternativa Popolare.
Il 18 settembre 2017 abbandona Alternativa Popolare e torna in Forza Italia.
Alle elezioni politiche del 2018 è candidato alla Camera dei Deputati nel collegio uninominale di Palermo-Resuttana per il centro-destra (in quota FI), ma non viene eletto poiché sconfitto dal candidato del Movimento 5 Stelle Aldo Penna.
Rientrato all'azienda sanitaria provinciale di Palermo, dal luglio 2019 sostituisce Pietro Bartolo, eletto europarlamentare, alla guida del poliambulatorio di Lampedusa.

### Elezioni amministrative a Palermo del 2022
Il 15 aprile Gianfranco Miccichè annuncia ufficialmente la candidatura di Cascio come sindaco di Palermo, in concorrenza con altri candidati del centrodestra, tra cui Roberto Lagalla. Il 23 dello stesso mese, dopo la sua assoluzione in un processo risalente al 2012, annuncia l'avvio della sua campagna elettorale.
Ad inizio maggio riconferma inizialmente la sua candidatura, per poi rinunciarvi in modo tale da favorire Lagalla come candidato unico del centrodestra.

## Procedimenti giudiziari
Nel marzo 2016 viene respinta la richiesta di archiviazione per una inchiesta per voto di scambio nel corso delle elezioni regionali del 2012. Viene definitivamente assolto nell'aprile 2022, perché il fatto non sussiste.
Il 21 ottobre 2016 viene condannato in primo grado con rito abbreviato dal Gup del tribunale di Palermo a 2 anni e 8 mesi per corruzione. Avrebbe favorito nel 2004 un finanziamento illegittimo di sei milioni di fondi europei in cambio di lavori per la sua villa. Per effetto della legge Severino viene sospeso da deputato all'ARS.
Nel dicembre 2017 viene riabilitato politicamente con l'intervenuta sentenza di assoluzione del processo penale a suo carico. Inoltre nel novembre 2018 anche la Corte di Cassazione conferma la sentenza di assoluzione con formula piena.
Il 21 marzo 2019 finisce agli arresti domiciliari nell'"Operazione Artemisia" che ha portato all’arresto di 27 persone a Castelvetrano, membri di un'associazione a delinquere segreta che ruotava attorno a Giovanni Lo Sciuto, ex deputato regionale che nel 1998 un esposto anonimo indicava come finanziatore della latitanza di Matteo Messina Denaro; Cascio è accusato di aver favorito il gruppo di Lo Sciuto rivelando l'esistenza di intercettazioni di Trapani dopo averlo saputo dall'allora segretario del ministro dell'Interno Angelino Alfano, Giovannantonio Macchiarola, che è indagato per rivelazione di notizie riservate. Il tribunale del Riesame di Palermo, in seguito, ha annullato l'ordinanza di custodia cautelare per incompetenza territoriale del tribunale di Trapani.
Il 5 aprile del 2019 il Tribunale del riesame di Palermo annulla l’ordinanza applicativa della misura cautelare degli arresti domiciliari e dispone l’immediata liberazione. Ad ottobre dello stesso anno la Suprema Corte di Cassazione conferma che Cascio non andava arrestato.